# Marina (malířství)

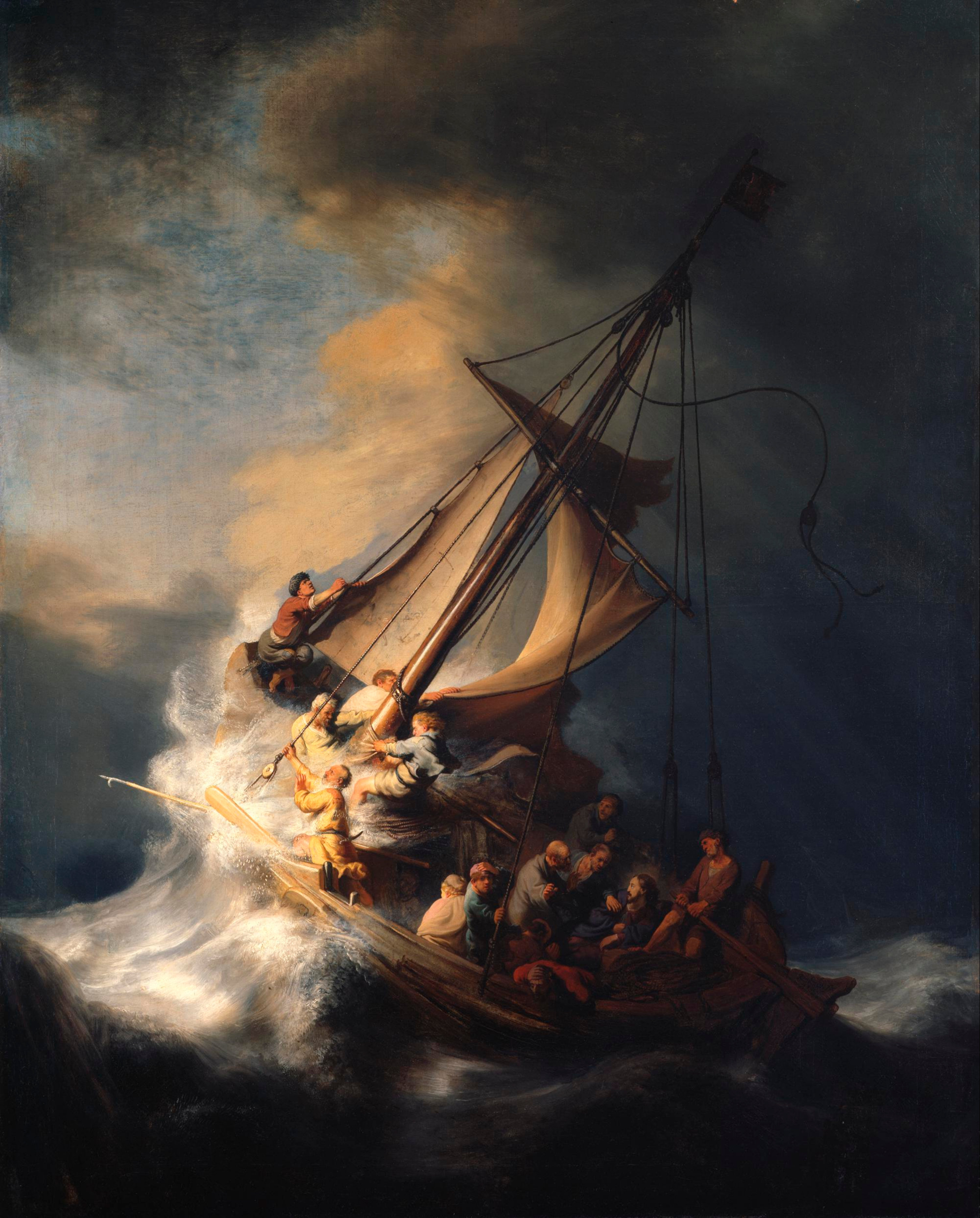
Rembrandt: Bouře na Galilejském jezeře, 1633

Marina jako žánr výtvarného umění je figurativní zobrazení, jehož základní téma souvisí s mořem nebo jinými vodními plochami. Může jít o díla jak malířská, tak kreslířská, sochařská nebo vytvořená tiskovými technikami.
Lodě a jiné námořní motivy se objevovaly ve výtvarném umění od nejranějších dob. Specializovaný žánr mariny se vyvinul koncem středověku nejdříve v podobě „portrétování“ lodí. Krajiny obsahující moře se objevily v renesanci, i když zprvu se malovaly jen zřídka. První vrchol dosáhla marina v nizozemském zlatém věku malířství v 17. století a byla velmi populární až do 19. století. Během romantismu se poprvé objevily obrazy samotného moře bez lodí.